# 肯尼亚国旗
肯尼亚国旗的黑色象征人民和他们的黑色肤色，绿色象征农业和资源，红色象征為獨立所流的血，白色的邊象徵和平统一。中央的矛盾图案表示肯尼亚人民为國家獨立和捍卫自由而战斗。

乔莫·肯雅塔设计的“黑红绿”三色旗

肯尼亚非洲民主联盟（KADU）的黑、白、绿三色旗将与肯尼亚非洲民族联盟（KANU）旗合并，形成肯尼亚国旗雏形

## 國旗格式

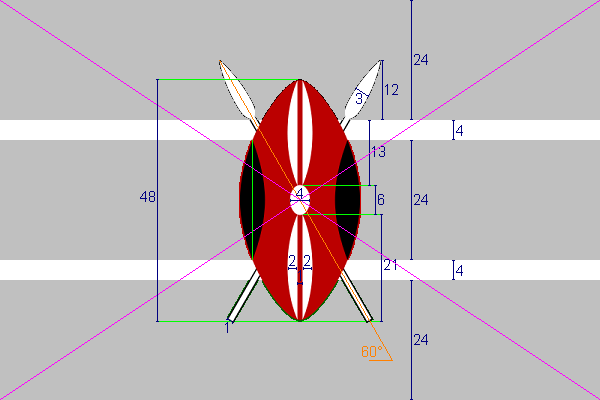
肯尼亚国旗格式

## 政府旗帜

### 历任总统旗帜
- 肯尼亚第一面总统旗（1963–1970）
- 国父乔莫·肯雅塔的个人总统旗帜
- 丹尼尔·阿拉普·莫伊个人总统旗帜
- 姆瓦伊·齐贝吉个人的总统旗帜
- 乌胡鲁·肯雅塔个人的总统旗帜
- 肯尼亚现任总统威廉·鲁托的总统旗帜

### 其他政府旗帜
- 肯尼亚海军旗帜
- 肯尼亚海军所使用的统帅旗
- 肯尼亚国防军的旗帜
- 肯尼亚空军旗帜

## 其它旗帜
- 肯尼亚海军旗
- 内罗毕市旗
- 肯尼亚国旗中央的标志
- 带有国徽的肯尼亚国旗